# Vámosszabadi
Vámosszabadi je vesnice v Maďarsku v župě Győr-Moson-Sopron v okrese Győr. Obec má rozlohu 2 237 hektarů a žije zde 1 659 obyvatel (stav k roku 2015).